# Stricklandiana pericalloides
Stricklandiana pericalloides is een keversoort uit de familie van de loopkevers (Carabidae). De wetenschappelijke naam van de soort is voor het eerst geldig gepubliceerd in 1886 door W.J.MacLeay.